# 奧林比亞沙丘地

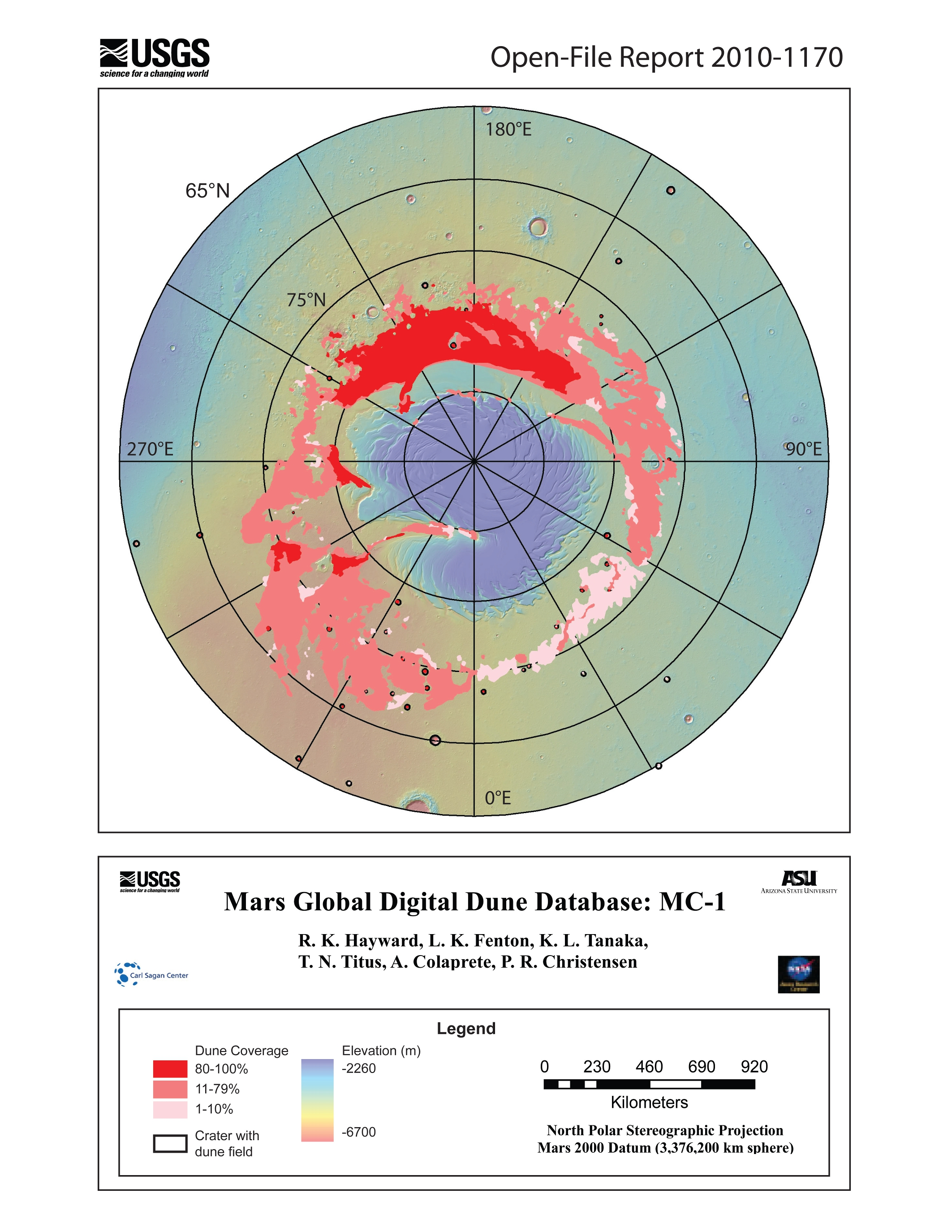
显示北极沙海的火星全球数字沙丘数据库 MC-1 地图，奥林匹亚沙丘群是东经120度至240度之间被沙丘覆盖的区域。

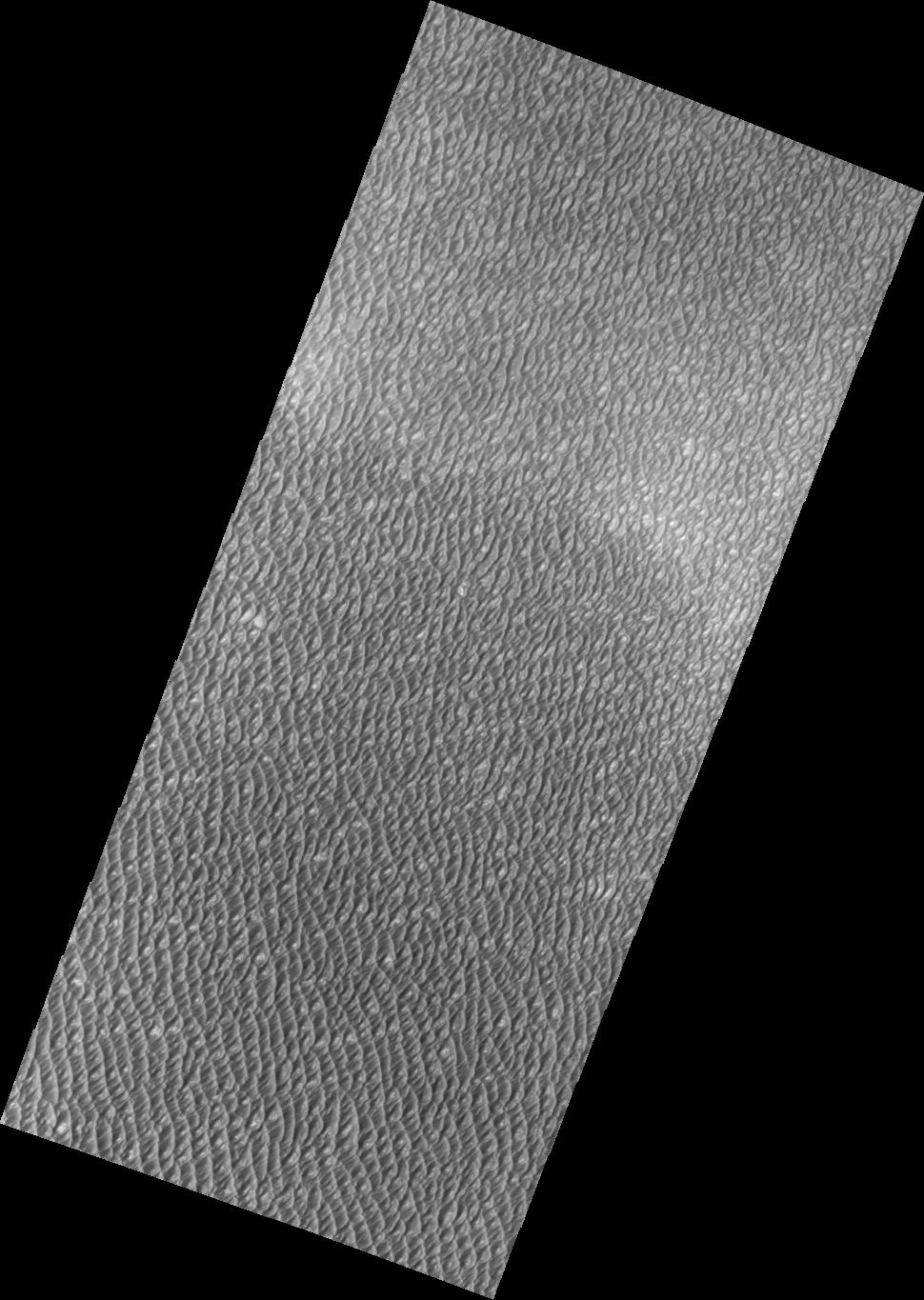
奥林匹亚沙丘群是火星上最大的沙丘场。

奥林匹亚沙丘群（Olympia Undae）是火星北极地区由广袤的“沙海”或沙漠组成的浩瀚沙丘场，它部分环绕着北极高原，覆盖范围约从东经120度至东经240度，北纬78度到北纬83度，东西横跨约1100公里（英里），所占面积达到47万公里2。奥林匹亚沙丘群是火星上最大的连片沙丘，大小与地球上最大的流动沙漠—阿拉伯半岛的鲁卜哈利沙漠相当。
奥林匹亚沙丘群位于非正式命名的北极盆地（Borealis basin）内，该盆地是火星北部低地三座地形盆地中最大的一座。奥林匹亚沙丘群的平均海拔约低于基准面（火星“海”平面）4250米，其位于北纬81.63度、东经169.65度处的地理中心附近坐落了直径19公里的霍胡特拉陨击坑（Jojutla crater），该撞击坑由墨西哥天文学家和科学作家安德烈斯·埃洛伊·马丁内斯·罗哈斯所命名。
“翁达”（Unda），复数为“翁代”（undae）是一条拉丁术语，意思是水，尤其是呈波浪流动之水。国际天文学联合会采用该术语来描述其他行星上“起伏”的沙丘状特征。奥林匹亚沙丘群包含有多种沙丘形态和与风有关的（风积）地貌，包括沙席、横向沙丘、简单新月形沙丘、巨型新月形沙丘和复合型新月形沙垄等，所有这些沙丘形态也都出现在地球上。
新月形沙丘是孤立的月牙形沙丘，两侧分布有顺风向前伸的沙角。它们发生在砂源量中等至较低的地区；在奥林匹亚沙丘群边缘和沙覆盖较薄的地区，小型简单新月沙丘和巨型新月沙丘很常见；新月形沙垄是宽厚的线性到蜿蜒的砂堆体，它们通过表明沙源量增加的单条沙埂的横向联合形成。在沙子丰裕的地方，会出现横向沙丘，它们通常被定义为线性沙垄，具有垂直于风向的相当笔直部分。奥林匹亚沙丘群的大部分沙丘是横向沙丘，它们间顶到顶的距离从200米到800米不等，通过与地球上有类似间距的沙丘比较，揭示它们的高度大致为10米到25米。
在地球上，沙丘是由沙粒跃移所产生，形成沙丘所需的跳跃使科学家能够测定构成奥林匹亚沙丘群及其他火星沙丘场沙丘的颗粒大小。在火星上，最易被风吹移的颗粒直径约100微米（细沙）。奥林匹亚沙丘群沙子的颜色非常深，可能由玄武岩碎屑构成。奥林匹亚沙丘群表面具有很强的热辐射二型光谱特征，表明表面材质是由玄武安山岩或风化的玄武岩和/或玄武玻璃组成。
2005年，欧空局火星快车号轨道器上的光学与红外矿物光谱仪（OMEGA）在奥林匹亚沙丘群东部（中心位置为东经244.5度、北纬80.2度）检测到高丰度的石膏；来自火星勘测轨道飞行器的侦察成像光谱仪数据则表明，石膏更多地集中在沙丘顶部，而非沙丘间的低洼处，石膏的来源尚不确定。石膏是一种从卤水中析出蒸发岩矿物，因此，它的存在可能表明当时的火星环境条件与今天的不同。这种矿物可能是通过酸性雪的融化，或极地冰盖底部融化和流出的富硫液态水而形成。但是，石膏的存在不一定需要大型地表水体（例如旱湖）。这种矿物可能形成于浅层地表下火山加热的地下水，后经风蚀和风扬而暴露和浓缩。
奥林匹亚沙丘群一词可能引起火星研究人员的一些困惑。该术语用于描述：1）上述地理区域和类型区域；2）一种称为奥林匹亚沙丘群单元的地层学或地质图单元（例如：组），作为一种地层单元，奥林匹亚沙丘群描述了构成奥林匹亚沙丘群区域以及围绕北极高原的其他砂席和沙丘场（如阿瓦洛斯沙丘群）的材质，其地质龄隶属于亚马逊纪。为解决这一困惑，地层学术语的奥林匹亚沙丘群单元最近已更名为简单的“沙丘地单元”，因为它包含了北极高原周围其他已命名的沙丘区（undae）。另一个容易引起混淆的概念是如何区别奥林匹亚沙丘群与奥林匹亚高原（原名奥林匹亚平原）。作为一个地理区域，奥林匹亚沙丘群是指在东经120度到240度之间覆盖了大部分奥林匹亚高原的沙漠；而奥林匹亚高原是一片毗邻北极高原的辽阔平原（山麓阶地），它的剖面（横截面）呈半圆顶状，向南倾斜接入北方大平原。奥林匹亚沙丘群和奥林匹亚高原二者是不可互换的术语，奥林匹亚沙丘群覆盖了奥林匹亚高原南部大部以及北方大平原的北部部分地区。

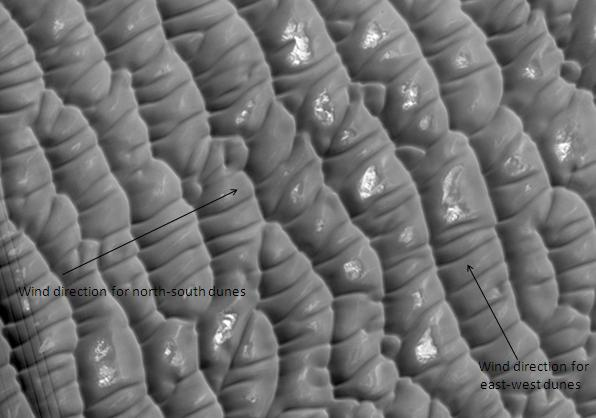
高分辨率成像科学设备显示的奥林匹亚沙丘群，可看到两种代表不同风向的横向沙丘，奥林匹亚山也被称为北极沙漠。
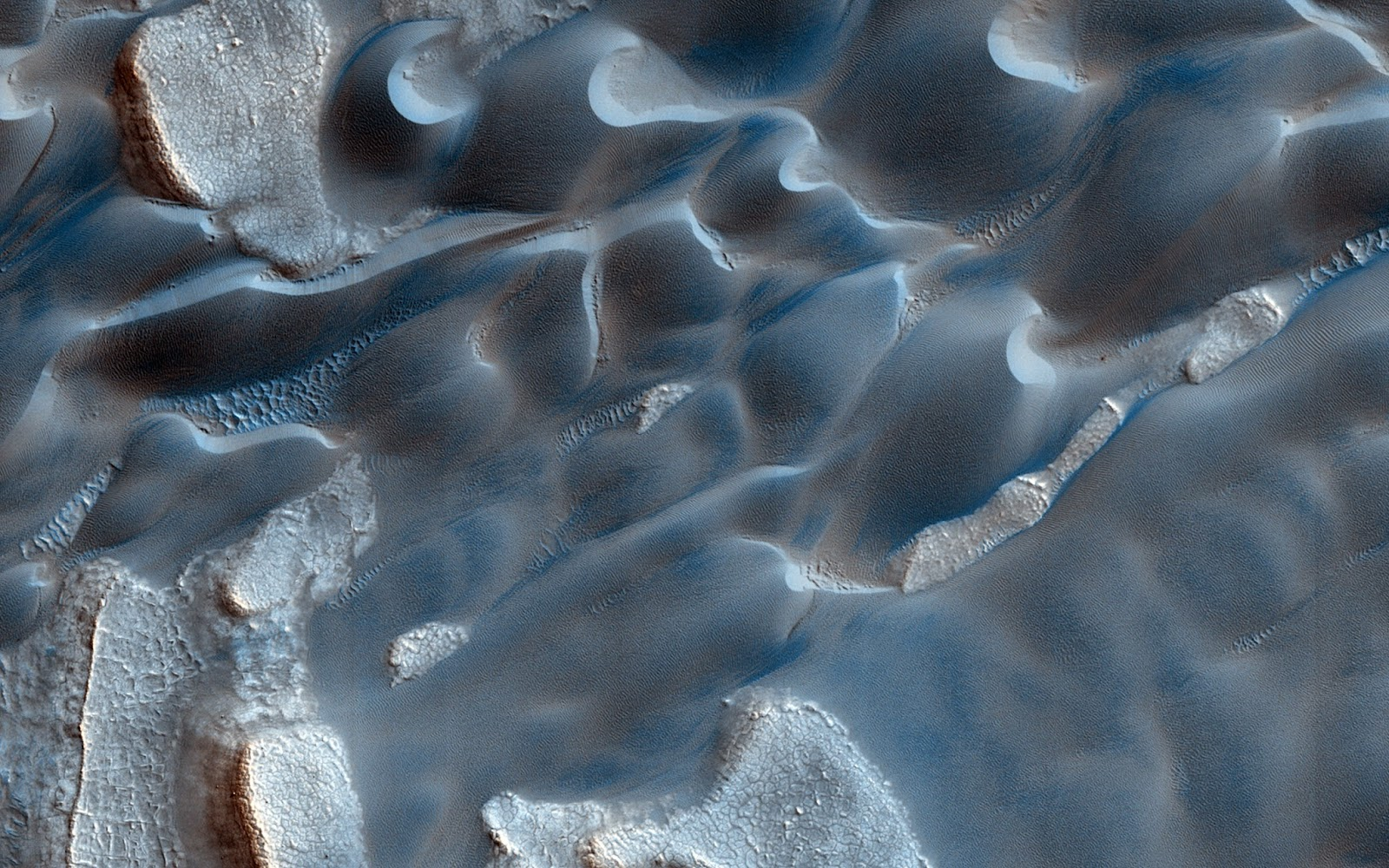
带有融化/升华碎冰盖的奥林匹亚沙丘群增强色特写图像，注意新月形沙丘和图案地面，图像宽度约为1公里/3000英尺。
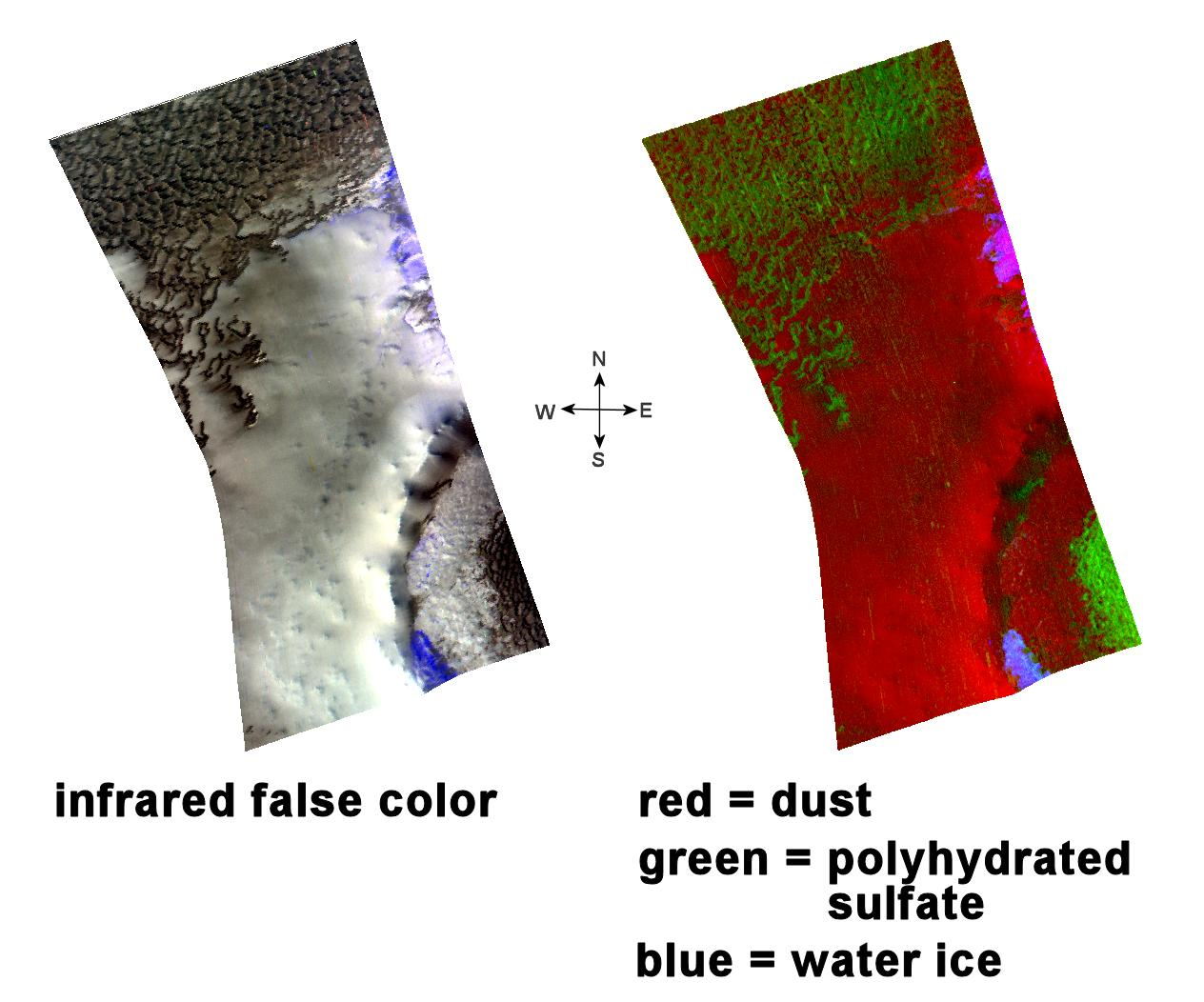
紧凑型火星侦察光谱仪显示的奥林匹亚沙丘群中石膏（多水合硫酸盐）的光谱信号。
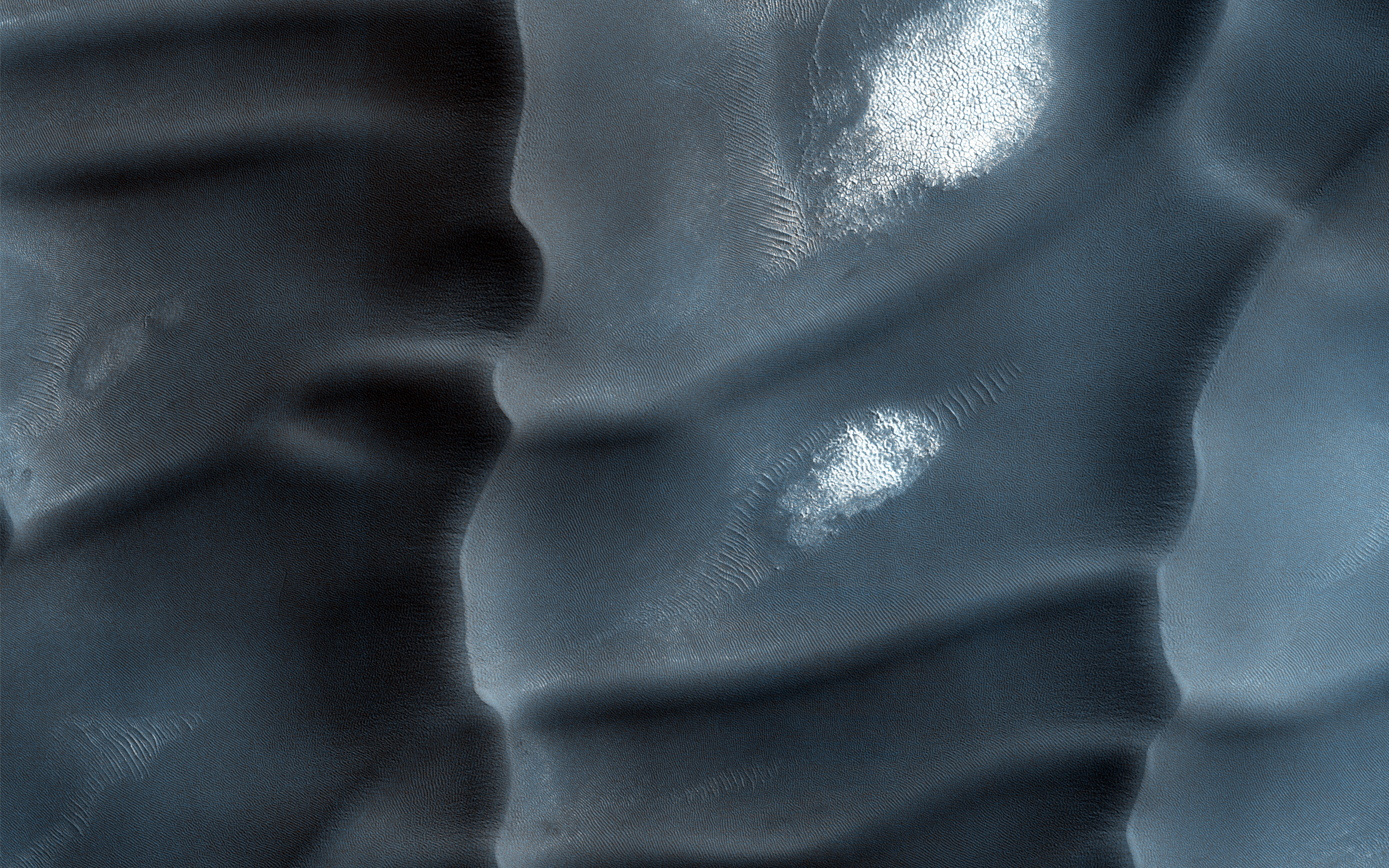
奥林匹亚沙丘群中的北极石膏沙丘。

## 另请查看
- 西顿沙丘群
- 极北沙丘群
- 阿斯普勒冬沙丘群
- 俄古革斯沙丘群